# Esther M. Conwell

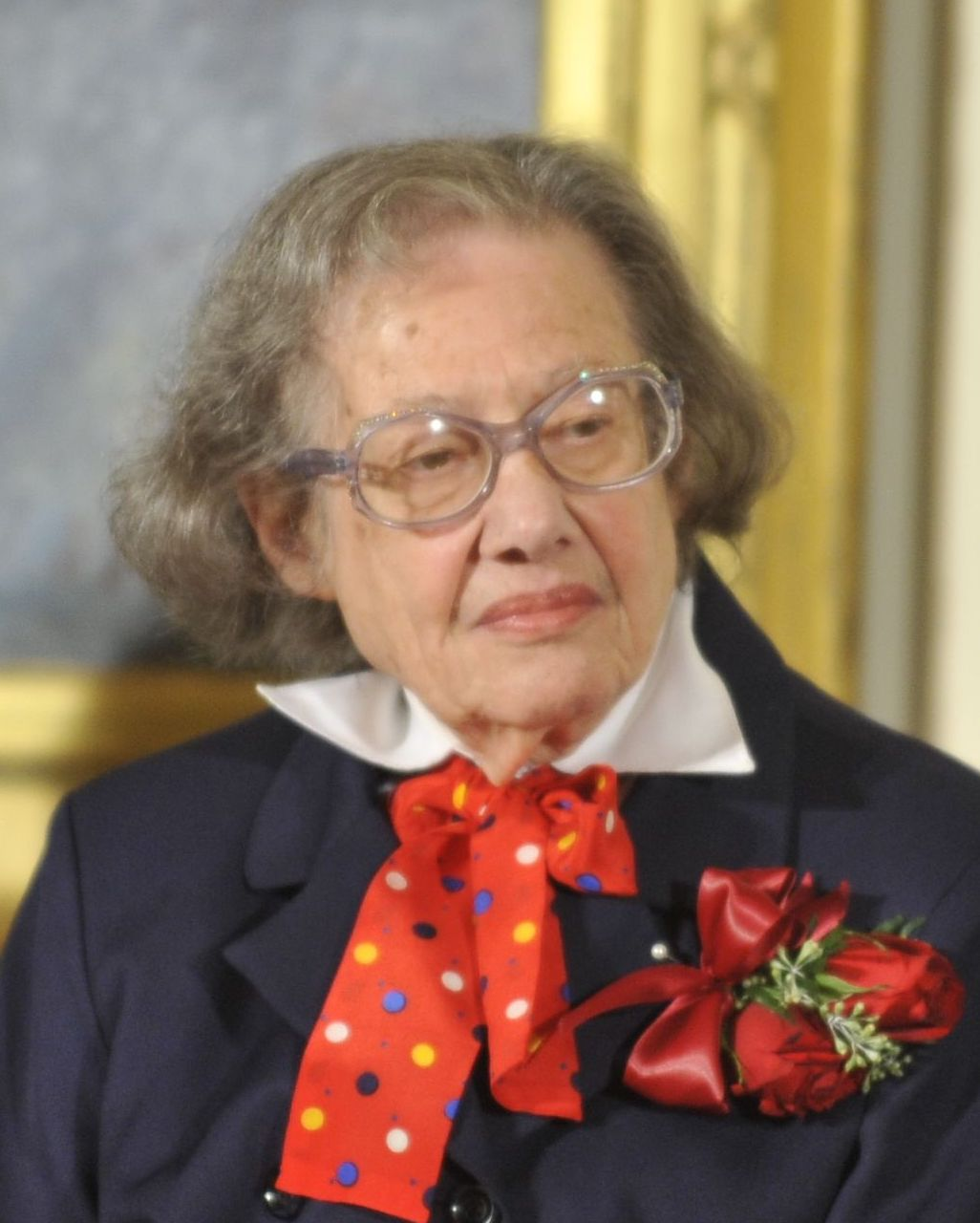
Esther M. Conwell, 2010

Esther Marley Conwell (* 23. Mai 1922 in New York City; † 16. November 2014 in Rochester) war eine US-amerikanische Physikerin.
Conwell studierte Physik am Brooklyn College mit dem Bachelor-Abschluss 1942 und an der University of Rochester mit dem Master-Abschluss 1945, wobei sie mit ihrem Betreuer Victor Weisskopf eine Theorie über Elektronenleitung in Halbleitern entwickelte (Conwell-Weisskopf-Theorie, die die Beiträge von Ionen-Störstellen zur Elektronenstreuung berücksichtigt), und wurde 1948 an der University of Chicago bei Subrahmanyan Chandrasekhar promoviert.
Von 1946 bis 1951 war sie Instructor am Brooklyn College und sie arbeitete als Ingenieurin bei Western Electric. 1951/52 war sie an den Bell Laboratories bei William Bradford Shockley und untersuchte Elektronentransport in Halbleitern bei hohen Spannungen. Ab 1952 war sie bei Sylvania (später GTE Laboratories) und ab 1972 bei Xerox am Wilson Research Center. Dort untersuchte sie elektronischen Transport und optischen Eigenschaften dotierter Polymere, die zum Beispiel bei Photorezeptoren in Kopiergeräten verwendet wurden. 1981 wurde sie dort Research Fellow und 1991 Associate Director des Center for Photoinduced charge transfer an der University of Rochester, an der sie auch ab 1990 Adjunct Professor war (sie war aber noch bis zu ihrem Ruhestand 1998 bei Xerox).
Ab 1998 war sie Professorin für Physik und Chemie an der University of Rochester. Dort befasste sie sich mit der Bewegung von Elektronen durch die DNA.
Sie starb, nachdem sie von dem rückwärts aus der Parkeinfahrt stoßenden Auto ihres Nachbarn erfasst wurde.
1962 war sie Gastprofessorin an der École Normale Supérieure in Paris und 1972 am MIT.
Sie war Mitglied der American Academy of Arts and Sciences, der National Academy of Sciences, der National Academy of Engineering und Fellow des IEEE und der American Physical Society. 1997 erhielt sie die IEEE Edison Medal und 2010 die National Medal of Science. 2002 wählte sie Discover Magazine unter die 50 Top Women of Science.
Ihr Sohn Lewis Rothberg war auch Professor für Physik an der University of Rochester.